# Услуга тачна и солидна
„Услуга тачна и солидна” је југословенски ТВ филм из 1964. године. Режирао га је Иван Хетрих а сценарио је написао Милан Гргић.

## Улоге
| Глумац          | Улога |
| --------------- | ----- |
| Реља Башић      |       |
| Хермина Пипинић |       |
| Мирко Војковић  |       |
| Драго Митровић  |       |
| Иво Сердар      |       |
| Адам Ведерњак   |       |